# جيمس ثورنتون (ممثل)
جيمس ثورنتون (بالإنجليزية: James Thornton)‏ هو ممثل بريطاني، ولد في 31 أكتوبر 1975 في برادفورد في المملكة المتحدة.

## وصلات خارجية
- جيمس ثورنتون على موقع IMDb (الإنجليزية)
- جيمس ثورنتون على موقع قاعدة بيانات الفيلم (الإنجليزية)